# Andrej Murnin
Andrej Aleksandrovič Murnin (in russo Андрей Александрович Мурнин?; Saratov, 11 maggio 1985) è un ex calciatore russo, di ruolo centrocampista.

## Caratteristiche tecniche
È un centrocampista centrale.

## Carriera
Cresciuto nel settore giovanile del Saljut Saratov, è stato promosso in prima squadra nel 2001 debuttando nel corso dell'incontro pareggiato 1-1 contro il Victoria all'età di 16 anni. Nel gennaio del 2015 è stato acquistato dal Sokol Saratov con cui ha giocato una stagione nella seconda divisione russa collezionando 35 presenze e segnando 3 reti.
Passato al Saljut-Ėnergija nel 2006, dopo due stagioni è stato acquistato dallo SKA-Ėnergija prima in prestito, poi a titolo definitivo. Con questa squadra ha trascorso la maggior parte della propria carriera giocando sette campionati di seconda divisione e segnando 36 reti in 195 partite.
Nel gennaio 2014 è sceso di categoria firmando con il Tosno, club con il quale sei mesi dopo ha vinto il girone ovest del campionato russo di terza divisione ottenendo così il primo titolo in carriera. Ceduto nel gennaio del 2015 al Fakel Voronež per sovrabbondanza nel reparto centrale, ha ottenuto il suo secondo titolo sei mesi dopo, vincendo il girone centrale di PPF Ligi da imbattuto.
Nel febbraio 2017 si è trasferito al Tambov con cui al termine della stagione 2018-2019 ha vinto il campionato di seconda divisione. Tuttavia nel mese di giugno ha rescisso il proprio contratto decidendo di accasarsi al Chimki. Dopo aver ottenuto la promozione al termine della stagione 2019-2020, il 14 agosto ha debuttato in Prem'er-Liga disputando, all'età di 35 anni, l'incontro pareggiato 1-1 contro il Soči.

## Palmarès

### Club
- Campionato russo di terza divisione: 2

Tosno: 2013-2014 (Girone Ovest)
Fakel Voronež: 2014-2015 (Girone Centro)
- Campionato russo di seconda divisione: 1

Tambov: 2018-2019